# Marco Marcello Lupoi
Marco Marcello Lupoi, detto MML (Roma, 1º maggio 1965), è un editore italiano, primo editor dell'etichetta Marvel Italia e della Star Comics, che, nel 1986, ha riportato in Italia i personaggi dell'Universo Marvel. Da ottobre 2018 a gennaio 2019 è stato direttore responsabile di Topolino, mentre è rimasto direttore responsabile delle pubblicazioni ad esso collegate.

## Biografia
Nato a Roma, ma cresciuto a Bologna, dove vive, si appassiona fin da giovane ai fumetti. Dopo essersi laureato in matematica, inizia a collaborare per riviste fumettistiche, per poi dirigere, a metà degli anni novanta, l'etichetta Marvel Italia che raccoglie tutti i diritti della casa editrice Marvel Comics, fino ad allora divisi tra più editori italiani. La Marvel Italia viene in seguito acquistata dal gruppo Panini, di cui Lupoi è direttore publishing.
Nel 2008 traduce in italiano per le Edizioni BD il libro di Alan Moore Lo Specchio dell'Amore.
Nel 2010 la rivista Wired lo definisce "Mr Twitter", l'italiano con il maggior numero di follower su Twitter.
Nell'ottobre 2018 subentra a Valentina De Poli come direttore responsabile di Topolino (affiancato da Alex Bertani, direttore editoriale). A gennaio 2019 viene sostituito da Fabrizio Melegari, ma rimane comunque direttore responsabile delle collane affiliate a Topolino.

### Vita privata
Il 23 giugno 2017 si è sposato con Andrea Pizzamiglio.